# Velours

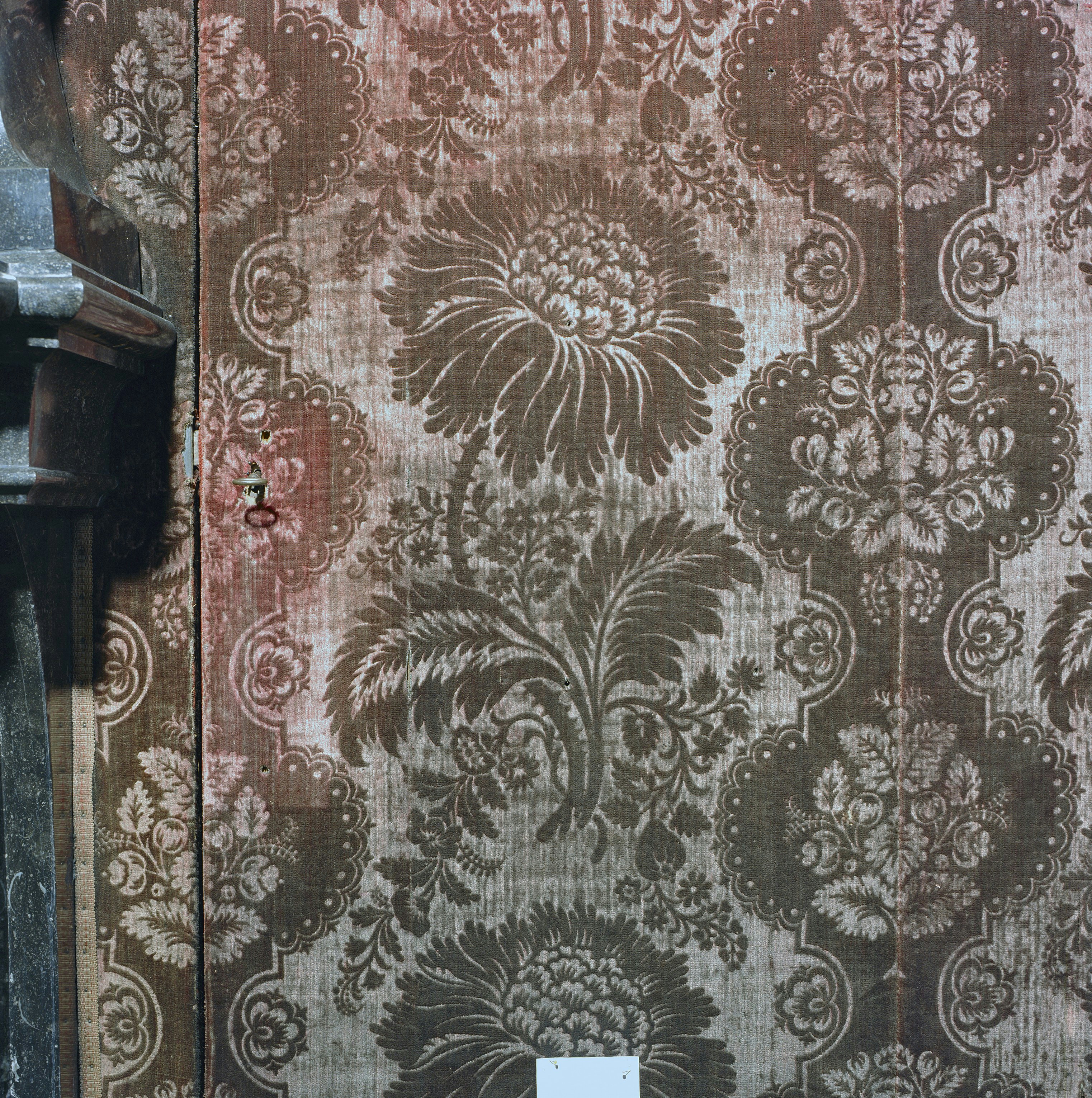
Velours d’Utrecht met ingeschoren patroon.

Velours (naar de Franse naam voor fluweel) is een stofsoort met een harig oppervlak. Dit oppervlak kan op verschillende manieren verkregen worden, bijvoorbeeld door het ruwen van de stof of het lossnijden of losmaken van de poollussen. Velours met een pool is een soort fluweel. Pluche heeft een hogere pool dan velours.
Er wordt onderscheid gemaakt tussen staand velours en streekvelours. Staand velours heeft een rechtopstaand haardek. Bij streekvelours ligt het haardek in een richting. 
De term velours werd oorspronkelijk alleen gebruikt voor geweven stoffen, maar tegenwoordig ook voor geruwde gebreide stoffen, getufte stoffen, waarbij de lussen doorgesneden worden, en voor vlies, waarvan de vezels opgeborsteld zijn.

## Belangrijkste soorten
- Velours astrakan of kreukeltrijp. Effen velours waarbij de pool, zonder dessin, in diverse richtingen is gelegd.
- Velours à double face of duplex. Velours met pool aan beide kanten.
- Velours damassé. Effen trijp, waarbij de pool van het dessin in een andere richting is geperst dan de omgeving van het dessin, waardoor er een verschil in lichtreflectie ontstaat, vergelijkbaar met damast.
- Velours devorant. Velours waarbij de pool volgens een dessin is weggeëtst.
- Velours fleuré. Effen velours of trijp waarin met metalen walsen een dessin is geperst.
- Velours frisé. Kettingfluweel met ongesneden pool.
- Velours de laine of apenhuid. Wollen weefsel dat aan beide kanten geruwd en geschoren is.
- Velours de Naples of geglisseerde trijp. Effen velours of trijp waarbij de pool naar een kant geperst is.
- Velours d’Utrecht of trijp. Mohair velours met poolbinding. De term wordt ook wel gebruikt voor geperst fluweel.
- Velours Grégoire. Poolweefsel met ingeweven dessin, gebaseerd op voorgedrukt patroon, oorspronkelijk vooral portretten of landschappen.